# Steve Fossett

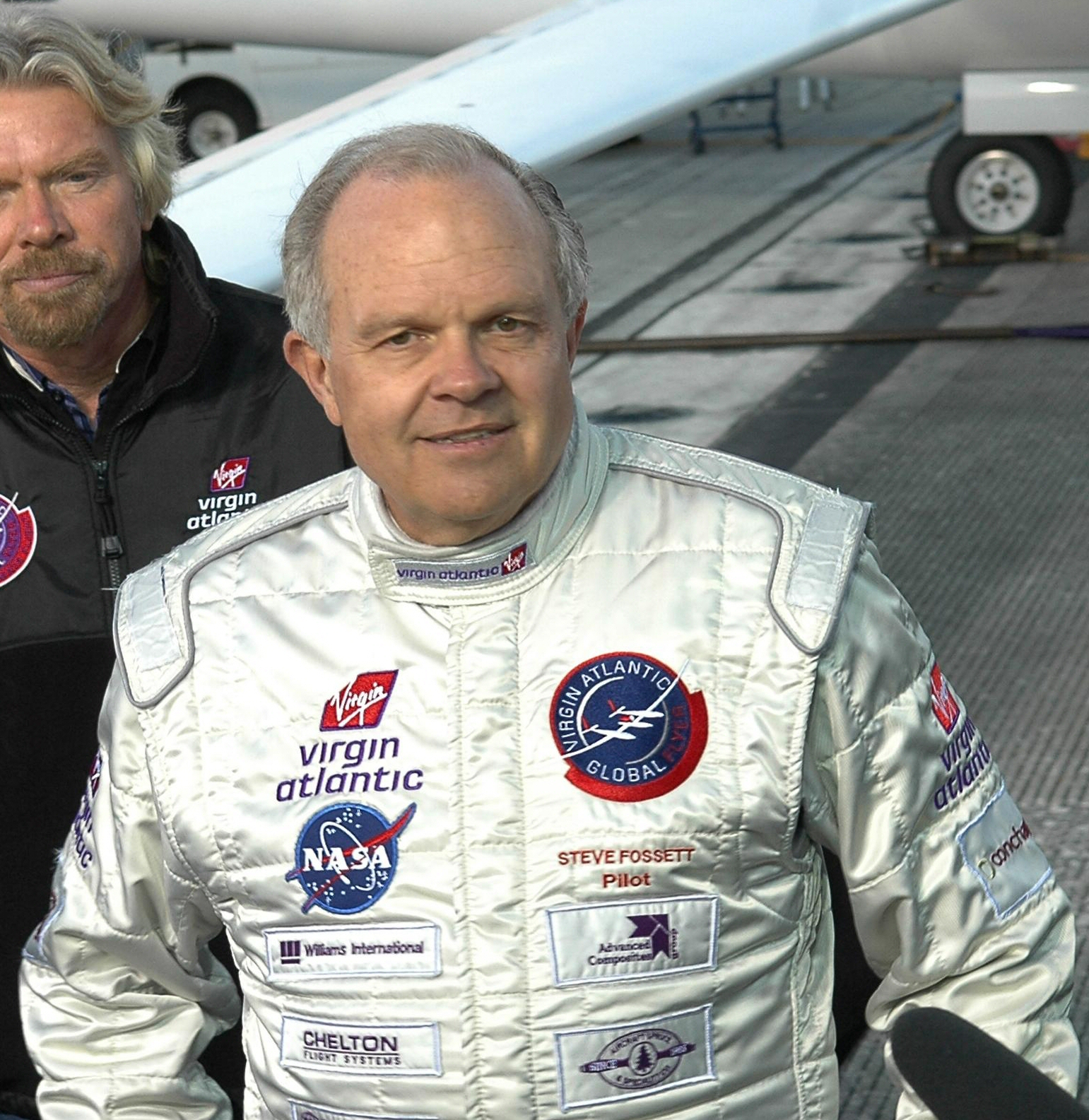
Steve Fossett, i bakgrunden Richard Branson

James Stephen "Steve" Fossett, född 22 april 1944 i Jackson, Tennessee, försvunnen 3 september 2007 över Mojaveöknen nära Carson City, Nevada, dödförklarad 15 februari 2008, var en amerikansk flygpionjär och seglare. Han var en av grundarna till Scaled Composites som bland annat är ett av företagen bakom den kommersiella rymdfarkosten Spaceship One.
Fossett var en äventyrare redan i tonåren då han började klättra i berg. Under sin livstid hann han sätta åtskilliga rekord och tävlade i så vitt skilda grenar som simning, långdistansskidning, triathlon, hundsläde, segling och flygning.

## Rekord
Som seglare har han satt ett flertal rekord; över Stilla havet 1997, över Atlanten 2001 och Jorden runt 2004 med sin katamaran Play Station (senare Cheyenne) med tretton mans besättning. Två gånger innehade de rekordet för seglad distans under 24 timmar.
Mest känd torde han vara för sina rekord som flygare, med segelflyg, zeppelinare, jetplan och luftballong. 1995 flög han solo från Sydkorea till Kanada, och var därmed den första som flugit ensam över Stillahavet med ballong. Tillsammans med Richard Branson och Per Lindstrand flög han i december 1998 19 962 km i sitt första försök att flyga runt jorden med en Rozière-ballong (kombinerad gas- och varmluftsballong). I juni-juli 2002 fullbordade han ensam en jordenruntflygning med ballong nonstop från Australien, 33 195 km på 13 dagar, 8 timmar och 33 minuter.
I ett specialbyggt jetplan, Virgin Atlantic GlobalFlyer flög han som den förste Jorden runt ensam, utan mellanlandning och utan bränslepåfyllning i februari-mars 2005. Planets skrov var en mycket lätt konstruktion till största delen av kolfiberarmerad plast, med ett vingspann på ca 35m och en längd (i tre skrov) på drygt 13m. Resan, utgående från Salina i Kansas, på 40655 km tog 67 timmar 1 minut och 10 sekunder. Året därpå bättrade han på sitt rekord utgående från Kennedy Space Center, då han fortsatte över Atlanten efter att ha kommit tillbaka till utgångspunkten och landade i Bournemouth. Sträckan blev 41 467 km. Efter en månad flög han ännu ett varv från Salina för att få "Distans över en sluten cirkel utan mellanlandning". Han överlät sedan planet till Smithsonian Institution's flygmuseum.

## Död
Den 3 september 2007 försvann Fossett i ett privat flygplan över Mojaveöknen men trots omfattande eftersökningar lyckade man inte hitta vraket. Den 15 februari 2008 förklarade en domstol i Chicago honom död, på hans hustrus, Peggys, begäran. Den 2 oktober 2008 fann man resterna efter hans havererade flygplan på 3 000 meters höjd i bergskedjan Sierra Nevada c:a 100 km söder från Flying-M Ranch. Kroppen fanns 230 meter från vraket och med hjälp av DNA-analys kunde man den 3 november 2008 knyta fynden till Fossets kropp.
Fossett innehade också världsrekord i antal världsrekord; vid sin död innehade han 62 olika världsrekord.